# Iglesia Católica Todos los Santos (Houston)

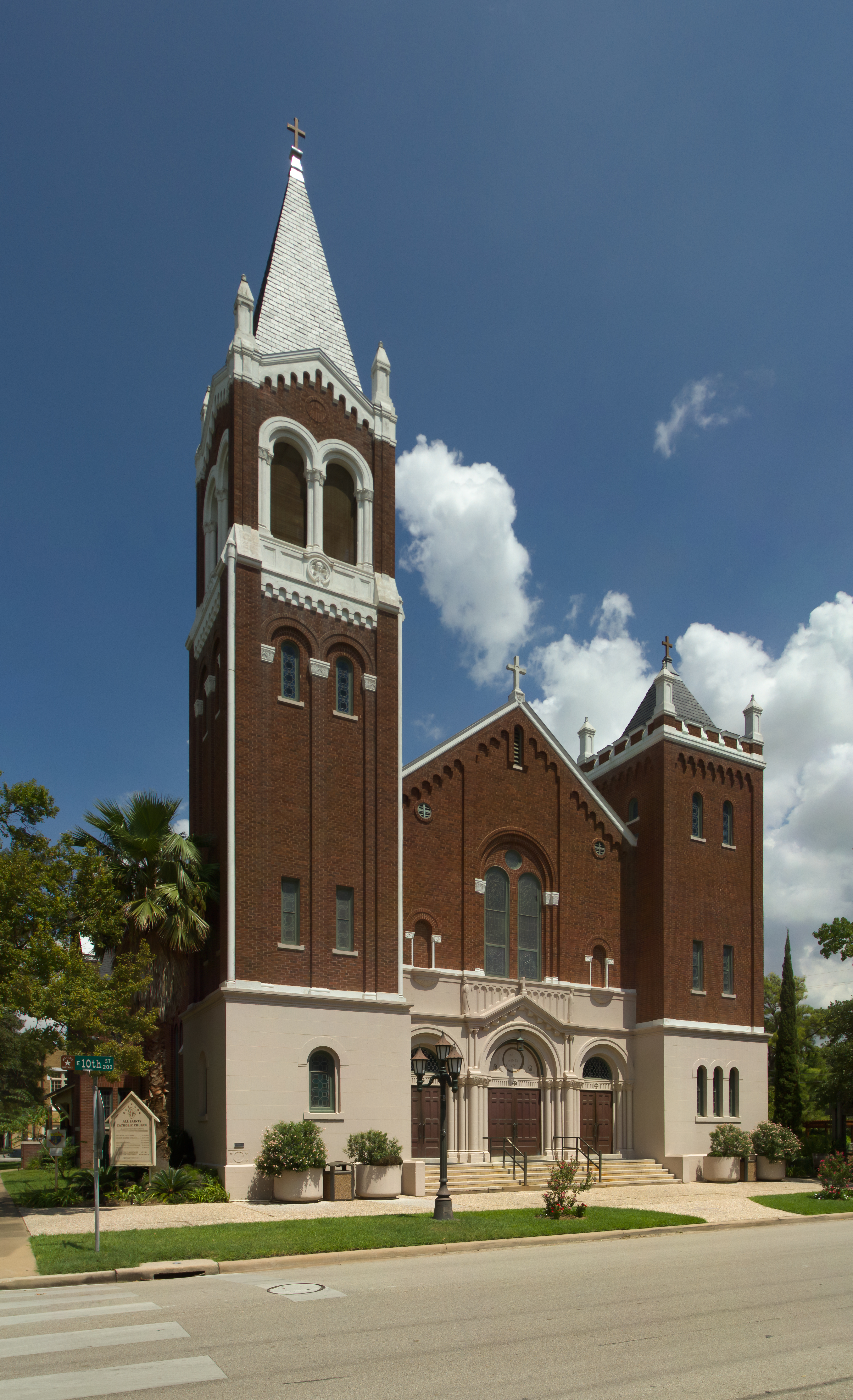
Iglesia Católica Todos los Santos

La Iglesia Católica Todos los Santos  (All Saints Catholic Church) es una iglesia católica en el barrio Houston Heights en Houston, Texas, Estados Unidos. Es una parte de la Arquidiócesis de Galveston-Houston.
La iglesia se abrió en 1908, y su escuela se abrió en 1913. El edificio actual se construido en 1926, y se añadió al Registro Nacional de Lugares Históricos  (NRHP por sus siglas en inglés) en 1983.